# Famille de Quengo de Tonquédec
La famille de Quengo de Tonquédec est une famille subsistante de la noblesse française, d'extraction médiévale, originaire de Bretagne. Sa filiation est suivie depuis 1390.
Elle compte parmi ses membres un commandant de la noblesse de l'évêché de Saint-Brieuc, un inspecteur de l'arrière-ban de l'évêché de Vannes, deux lieutenants-généraux des armées du roi (dont un grand-croix de l'ordre de Saint-Louis) et un acteur contemporain.

## Histoire
La famille de Quengo tire son nom de la terre éponyme, située dans le duché de Rohan, près de Pontivy (Morbihan).
Elle remonte sa filiation suivie à Alain, seigneur de Quengo, allié avant 1390 à Aliénor de Quenesguen. Cette famille comparut à la réformation de 1427, à celle de 1513 et aux montres de 1462 et 1475.
Elle a été admise à l'ANF en 1949.

## Possessions
La famille de Quengo a possédé les seigneuries suivantes : Quengo, L'Indreuc, Le Rochay, Tonquédec (ancienne vicomté), Crenolle.
René de Quengo, seigneur du Rochay (ou Rocher), à Langast (Côtes-d'Armor), acquiert les ruines du château de Tonquédec en 1636, déjà démantelé vers 1626. Ses descendants le revendent en 1801, puis le rachètent en 1828, avant de le revendre à un marchand de pierres en 1878.

## Personnalités

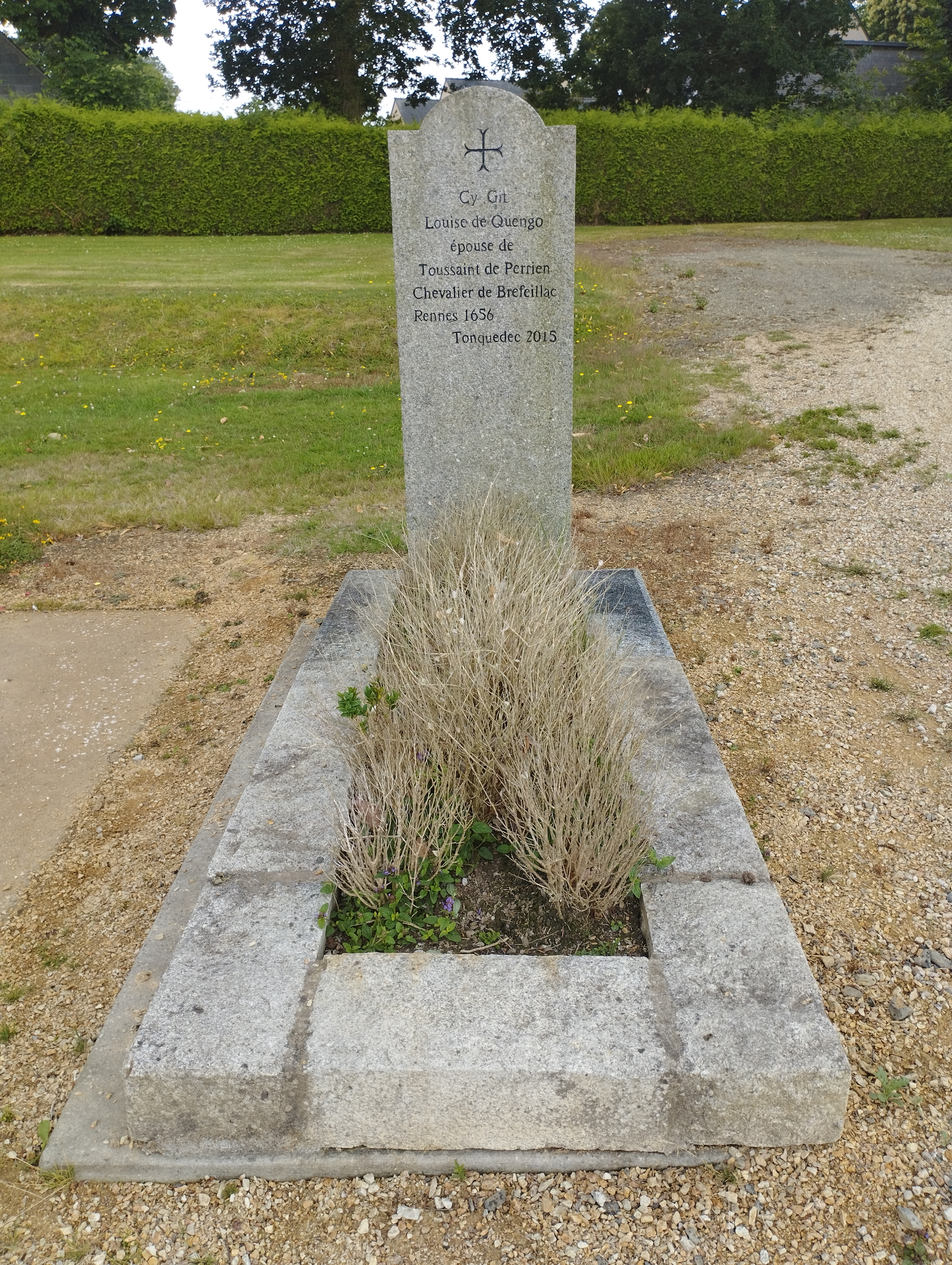
Sépulture de Louise de Quengo.

La lecture des registres de l'état civil (depuis le XVIIIe siècle ainsi que les informations confirmées de la base Roglo, permettent de préciser les filiations entre les personnalités :
- Jean de Quengo ( - 1562 au château du Rocher à Langast), commandant d'une compagnie de gentilhommes, inspecteur de l'arrière-ban de l'évêché de Vannes en 1553.
  - François de Quengo, seigneur du Rochay (1520-1594), seigneur du Rochay, chevalier de l'ordre du roi[3] ou ordre de Saint-Michel. Il épouse Jacqueline de Bourgneuf.
    - Louise de Quengo (1584-1656), noble bretonne dont la dépouille a été retrouvée en 2014 lors de fouilles archéologiques à Rennes, ré-inhumée au cimetière communal de Tonquédec en 2015.
    - René de Quengo de Tonquédec (20 octobre 1586 à Langast - 1644), gouverneur de Corlay, député de la noblesse de Bretagne, chevalier des ordres du roi[3]. Il acquiert les ruines du château de Tonquédec en 1636. Le 17 juillet 1616 au château de Beaumont à Guitté, il épouse Sylvie d'Espinay, dame de Longaulnay.
      - René de Quengo de Tonquédec (1625 - 26 juin 1703 à Langast), , maintenu noble en 1669, député de la noblesse de Bretagne en 1683. Le 6 février 1659, il épouse Simone de Perefixe de Beaumont, de ce mariage naissent 4 enfants. Veuf, il épouse en secondes noces le 21 juillet 1667 à Dinan, Françoise Sylvie d'Espinayde Vaucouleurs, de ce mariage naissent 16 enfants.
        - (1) Joseph de Quengo de Tonquédec, chevalier. Il épouse sa cousine Julie de Quengo de Tonquédec (fille de Sylvestre de Quengo de Tonquédec (1621- ) et de Marie Anne du Plessis de Genouville.
          - Joseph de Quengo de Tonquédec, capitaine au régiment du roi, chevalier. Il épouse Thérèse Charlotte Dorothée de Beauvau de Tigny.
            - Anne louis de Quengo de Tonquédec (1737-1824), lieutenant-général des armées du roi, grand-croix de Saint-Louis, mestre de camp des Régiments d'Île-de-France et de Béarn, admis aux honneurs de la Cour en 1765, marquis de Crénolle par lettres patentes de 1779.. Il épouse Françoise Marguerite Mégret d'Etigny.
              - Guy Auguste Ange François de Quengo de Tonquédec (10 juin 1764 à Paris - 29 novembre 1829 à Morlaix), 2e marquis de Crénolle, lieutenant général des armées du roi, chevalier de Saint-Louis.

        - (2) René de Quengo de Tonquédec (1672-1749). Il épouse Catherine Revel.
          - René de Quengo de Tonquédec (14 février 1719 à Lamballe - 15 décembre 1787 à Lannion). Le 26 juin 1758 à Paris, il épouse Marie Anne Potor.
            - René André de Quengo de Tonquédec (19 juin 1763 à Tonquédec - 1829 à Paris), page de la petite écurie du roi. Il épouse Colette Nicole Marie du Rosel puis divorce et se remarie avec Madeleine Coulomb.

          - Joseph Scholastique de Quengo de Tonquédec (1727-1787), admis aux honneurs de la Cour en 1782. Il épouse  Marie Madeleine Calloet de Lanidy.
            - Joseph Marie de Quengo de Tonquédec (1771-1838). Il épouse  Augustine Marie Le Gac de Lansalut.
              - Auguste Marie de Quengo de Tonquédec (18 juin 1804 à Morlaix - 16 août 1876 à Morlaix). Le 7 août 1832 à La Martyre, il épouse  Marie Agathe Françoise de Saisy de Kerampuil.
                - Henri Antoine Marie de Quengo de Tonquédec (19 août 1833 à Morlaix - 15 juin 1911 à Morlaix). Le 12 février 1867 à Nantes, il épouse Henriette Angèle Adrienne Marie de Kernafflen de Kergos.
                  - Joseph de Quengo de Tonquédec (1868-1962), jésuite, théologien, exorciste du diocèse de Paris.

              - Etienne de Quengo de Tonquédec (18 juin 1804 à Morlaix - 28 janvier 1879 à Morlaix). Le 28 février 1832 à Saint-Urbain, il épouse Cécile de Goesbriand.
                - Ferdinand Marie de Quengo de Tonquédec (23 mai 1837 à Saint-Urbain - 1907). Le 12 juin 1866 à Glénac, il épouse Eugénie Angélique Marie de Gouyon de Coipel.
                  - Aymar Armand Joseph Marie de Quengo de Tonquédec (31 mars 1867 à Glénac (Morbihan) - 14 février 1943 à Sousse (Tunisie)), officier d'infanterie coloniale et propriétaire des mines de fer de Sourdéac (en Glénac). Il reçut en 1898 la mission de traverser l'Afrique du Congo jusqu'au Nil blanc avec une quinzaine de tirailleurs sénégalais, afin d'établir un poste sur le Haut Nil, en amont de Fachoda ; quand le capitaine Marchand reçut l'ordre d'évacuer Fachoda le 3 novembre 1898, le lieutenant de Tonquédec, n'ayant pas reçu l'information, se maintint à son poste pendant près d'un an. Le 4 août 1900 à Vannes, il épouse Claire de La Rochebrochard d'Auzay.
                    - Louis de Quengo de Tonquédec (11 juin 1901 à Fort-de-France - 13 février 1972 à Paris 15e). Le 23 septembre 1928 à Clisson, il épouse Jeanne Odile Dumont.
                      - Pierre Edmond Marie de Quengo de Tonquédec (1929-2023), général de corps d'armée.
                      - Patrick de Quengo de Tonquédec (22 juillet 1937 aux Houches), ingénieur. Il épouse Marie-Christine Courtois.
                        - Guillaume de Quengo de Tonquédec (1966), acteur.

                - Urbain de Quengo de Tonquédec (24 septembre 1841 Saint-Urbain - 4 avril 1927 Plougourvest), maire de Plougourvest entre 1882 et 1925. Le 17 juin 1879 à Plougonven, il épouse Marie-Pauline de Torquat de la Coulerie.
                  - Alain de Quengo de Tonquédec (13 janvier 1883 à Plougourvest - 2 novembre 1964 à Cellettes, maire de Plougourvest entre 1925 et 1927.
                  - Guy Joachim Marie De Quengo de Tonquédec (13 septembre 1880 à Glénac - 26 mai 1917 au Chemin des Dames à Craonne), sous-lieutenant de tirailleurs sénégalais, mort pour la France. Le 7 septembre 1910 à Saint-Léonard-de-Noblat, il épouse Elisabeth Marie Dd Chalard.
                    - Guy Alain Marie de Quengo de Tonquédec (14 février 1918 à Saint Léonard de Noblat - 29 janvier 1994 à Saint-Priest-sous-Aixe). Le 22 février 1944 à Angers, il épouse Marie Madeleine Neveu.
                      - Alain de Quengo de Tonquédec (1948-2022), secrétaire général de l’Association française de l’ordre souverain de Malte et président de l’Hospitalité[6].
                      - Yves de Quengo de Tonquédec épouse Odile Filhol.
                        - Guillaume de Quengo de Tonquédec épouse Béatrice de La Boulaye.

Personnalités non rattachées :
- Guillaume de Quengo, décoré de l'ordre du Porc-Épic en 1438
- Jean de Quengo, commandant de la noblesse de l'évêché de Saint-Brieuc en 1462 et 1465

## Titre
- Marquis de Crénolle (1779) dans la branche de Crénolle, désormais éteinte.

## Armoiries

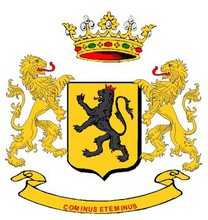
D'or au lion de sable, armé, lampassé et couronné de gueules
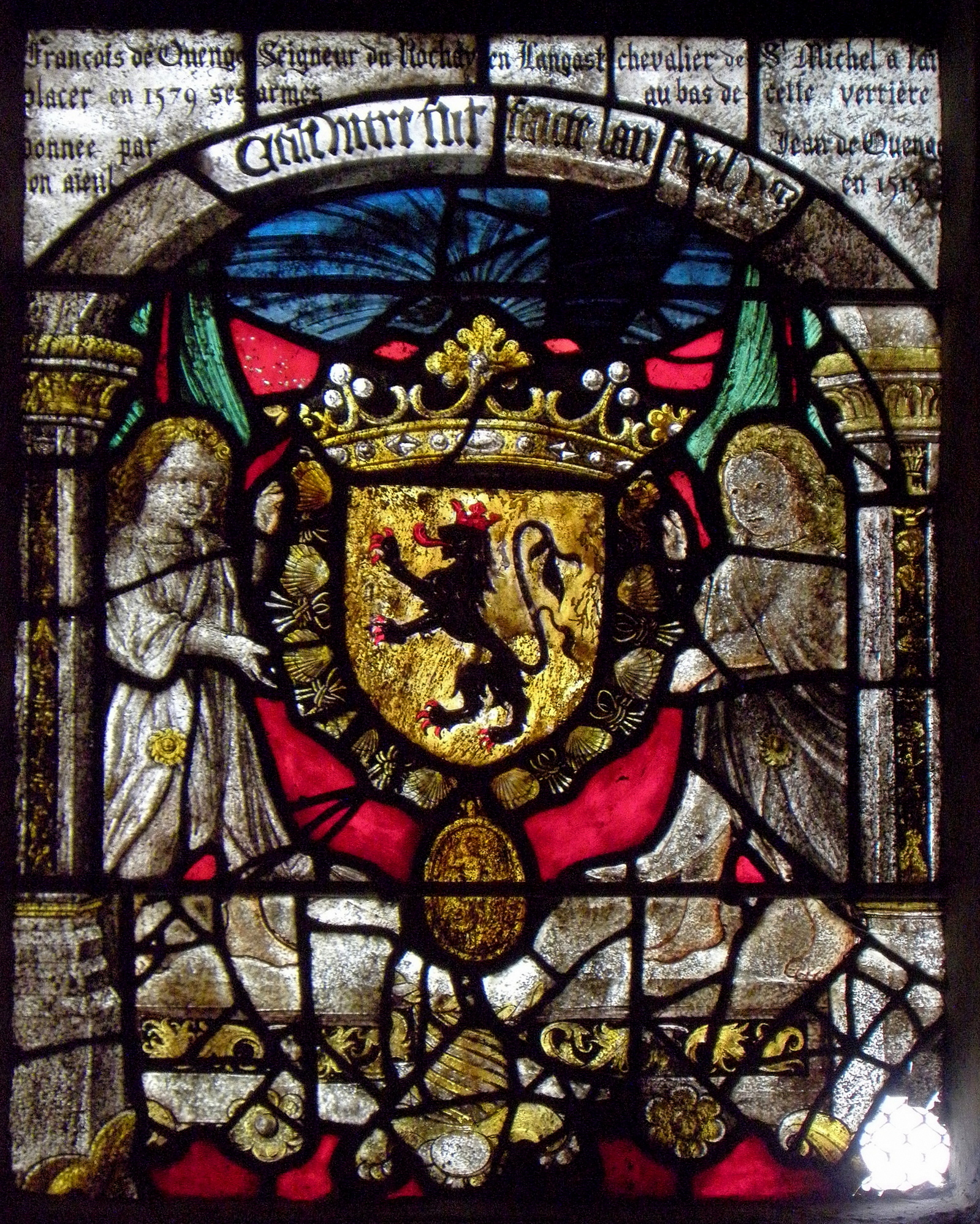
Vitrail de l'église Saint-Gal, à Langast (Côtes-d'Armor)

## Alliances
Les principales alliances de cette famille sont : de Quenesguen (alias Querescan), Le Proust (alias Le Prévost), de Bruc, Madeuc, Bogier, de Lignière, de Bourgneuf, d'Espinay, de Préfixe de Beaumont, d'Espinay de Vaucouleurs, de Beauvau-Tigny, d'Etigny, Paris de La Brosse, de La Fare, Revel de Belouan, Potor, du Rosel, Coulomb, Reverdy, de Callouet de Ladigny, Le Gac de Lansalut, Larraton de Lagonde, Thomas des Essarts, de Saisy de Kerampuil, de Kernafflen de Kergos, de Goësbriand, de Gouyon-Coypel, de Torquat, de La Motte-Ango de Flers, de Montgolfier (1937), de Châteaubodeau (1966), de Vasselot de Régné (1968), Beaure d'Augères, Rioult de Neuville (1976), Georgette du Buisson de La Boulaye (2018), etc.

## Pour approfondir